# Hyper-IgM-Syndrom
Mit Hyper-IgM-Syndrom, auch IgM-Syndrom, wird eine Gruppe von zu den Dysgammaglobulinämien zählenden seltenen angeborenen Erkrankungen mit erhöhtem Immunglobulin M und gleichzeitig vermindertem bis fehlendem Immunglobulin G und Immunglobulin A im Blutserum bezeichnet.

## Klassifikation und Ursachen
Je nach zugrundeliegender genetischer Mutation werden derzeit unterschieden:
- HIGM1 (Hyper-IgM-Syndrom durch CD40-Liganden-Mangel; XHIGM; Hyper-Igm Immunodeficiency, X-Linked; XHIM; Hyper-IgM Syndrome 1; Hyper-IgM Syndrome; HIGM; IHIS), X-chromosomal-rezessiv, mit Infektionsneigung, TNFSF5-Gen im X-Chromosom am Genort q26.3[3][4]
- HIGM2 (AID-Mangel; Activation-induced Cytidine-Deaminase-Mangel), ohne Infektionsneigung,  autosomal-rezessiv, AICDA-Gen im Chromosom 12 an p13.31[5][6]
- HIGM3 (Hyper-IgM-Syndrom durch CD40-Mangel) mit Infektionsneigung, autosomal-rezessiv,CD140-Gen im Chromosom 20 an q13.12[7][8]
- HIGM4 ohne Infektionsneigung[9][10]
- HIGM5 (Hyper-IgM-Syndrom durch UNG-Mangel; Hyper-IgM syndrome durch Uracil-N-Glycosylase-Mangel) ohne Infektionsneigung, autosomal-rezessiv, UNG-Gen im Chromosom 12 an q24.11[11][12]

## Klinische Erscheinungen
Aus klinischen Gesichtspunkten ist die alternative Einteilung nach erhöhter Infektionsneigung aufgrund des Immundefektes relevant:
- Formen mit vermehrten Infektionen: HIGM1 und HIGM3[13]
- Formen ohne erhöhtes Infektionsrisiko: HIGM2, HIGM4 und HIGM5[14]

Entgegen isolierten Immundefekterkrankungen treten bei diesem Syndrom häufig Infektionen mit Pneumocystis jirovecii auf.